# Susuz
Susuz est une ville et un district de la province de Kars dans la région de l'Anatolie orientale en Turquie.